# Jackie Stallone
Jacqueline M. "Jackie" Stallone (født Labofish; 29. november 1921, død 21. september 2020) var en amerikansk astrolog, tidligere danser og fortaler for kvindebrydning, der er mor til skuespilleren Sylvester Stallone og sangeren Frank Stallone. Hun er også mor til den afdøde skuespiller Toni D'Alto (sammen med hendes eksmand Anthony Filiti), der døde i 2012 i en alder af 47 år på grund af lungekræft.